# Hanging by a Moment
Hanging by a Moment is een nummer van de Amerikaanse postgrungeband Lifehouse uit 2001. Het is de eerste single van hun debuutalbum No Name Face.
Het nummer gaat over een jongen die smoorverliefd is op een meisje. Volgens zanger Jason Wade was "Hanging by a Moment" het "meest radiovriendelijke en uptempo nummer" van het album "No Name Face", dus waren alle bandleden het erover eens dat dit nummer de eerste single van het album moest worden. Het nummer was vooral succesvol in de Verenigde Staten, Oceanië en Nederland. In de Amerikaanse Billboard Hot 100 haalde het de 2e positie, terwijl het nummer het in de Nederlandse Top 40 met een bescheiden 19e positie moest doen.